# VdB 88
vdB 88 est une nébuleuse par réflexion visible dans la constellation du Grand Chien.
Elle est située à la limite sud-ouest de la nébuleuse de la Mouette, une région H II dans laquelle se produisent des phénomènes de formation d'étoiles. Sa position est à environ 2° est-nord-est de θ Canis Majoris, une étoile orange de quatrième magnitude. La nébuleuse entoure et reçoit la lumière et le rayonnement ultraviolet de l'étoile de séquence principale bleu-blanc HD 52721, de classe spectrale B2V avec de fortes raies d'émission. La distance, déterminée par mesure de parallaxe, de 1,10 minute d'arc, est d'environ environ 909 pc (∼2 960 al), à la même distance que la nébuleuse de la Mouette, avec laquelle elle est donc physiquement liée, et avec l'association OB Canis Major OB1, situé en moyenne à une distance légèrement plus grande. La nébuleuse a une apparence sphérique et entoure complètement l’étoile éclairante. Une petite région de gaz ionisé, de couleur rougeâtre, y serait également associée. Il fait partie du même système gazier que le nuage voisin vdB 90.